# Afrostelis tegularis
Afrostelis tegularis là một loài Hymenoptera trong họ Megachilidae. Loài này được Cockerell mô tả khoa học năm 1931.